# Apple USB Mouse

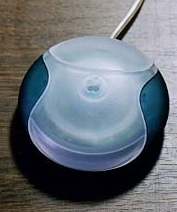
den första versionen

Apple USB Mouse är en datormus från dataföretaget Apple. Den kallas även Hockey Puck Mouse på grund av dess form.

## Historia
Apple USB Mouse började säljas år 1998, samtidigt med den första Imac-datorn. Den var grön och rund. Sedan kom olika uppföljare, bland annat den genomskinliga som började säljas med Imac G4 år 2002, sedan den helt vita från 2008 och en hel del däremellan. 